# شوجب بنغالي
شوجب بنغالي (الاسم العلمي:Premna bengalensis) هو نوع من النباتات يتبع جنس الشوجب من الفصيلة الشفوية.